# Karhu (öl)

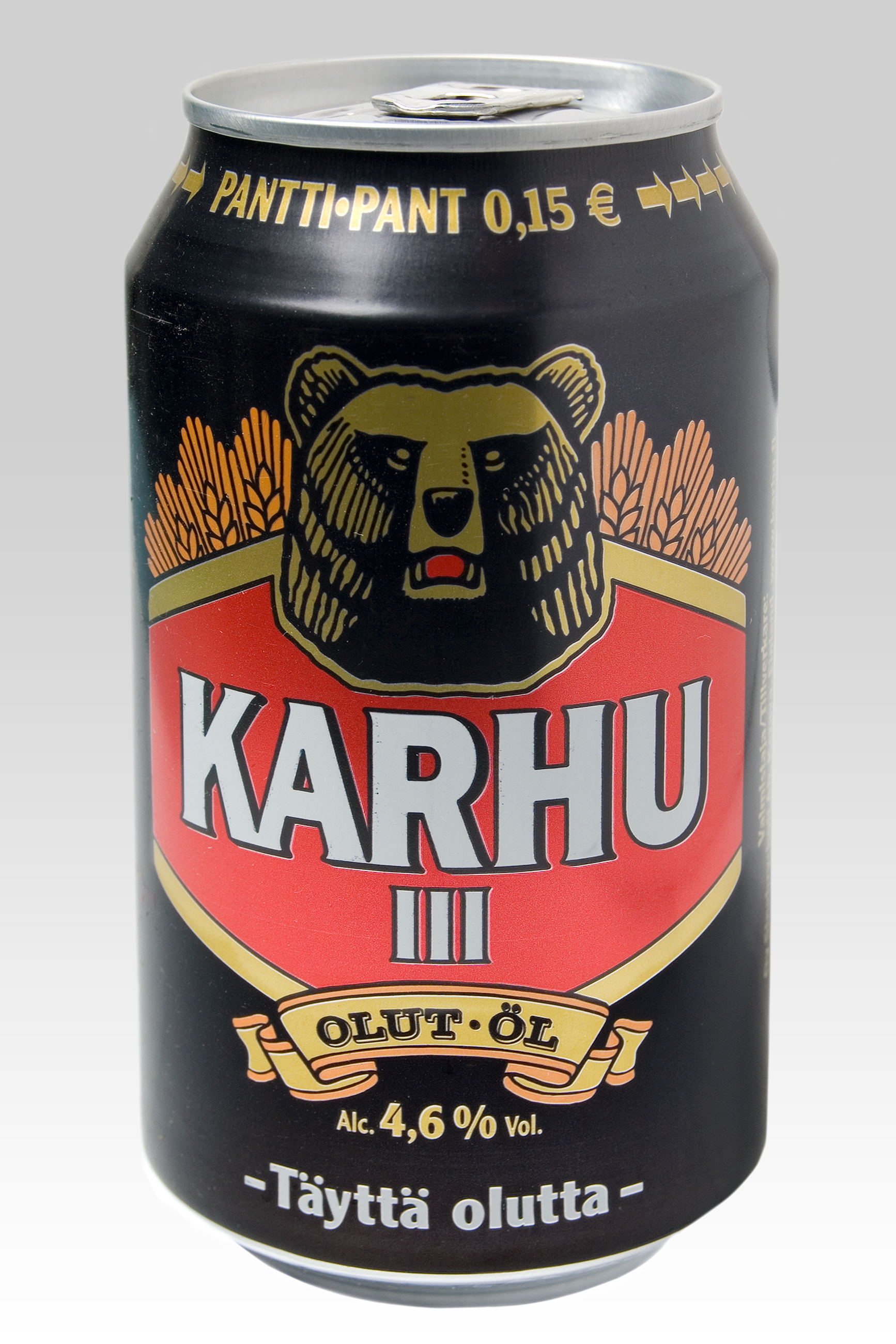
Karhu

Karhu, (fi. "björn"), finländsk ljus öl med ganska stark smak som bryggs av Oy Sinebrychoff Ab i Kervo, Finland. Karhu började bryggas 1929. Namnet kommer från det ursprungliga bryggeriet Björneborgs bryggeri, grundad 1853 i Björneborg, som köptes upp av Sinebrychoff 1972. Björneborgsbryggeriet lades ned 2009.